# Ètnia Nyangatom

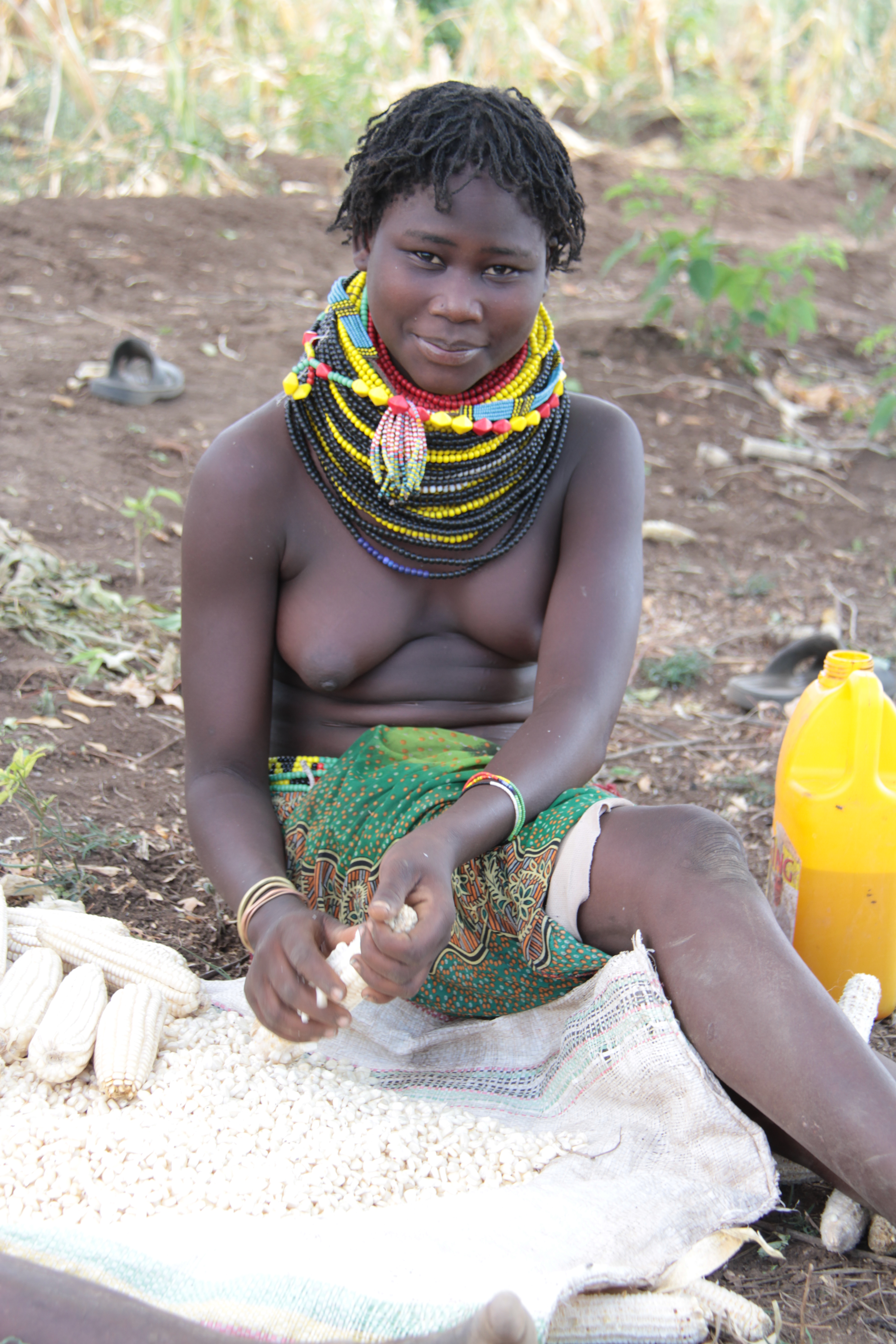
Noia de l'ètnia Nyangatom

Els nyangatom, també anomenats inyangatom o donyiro són un petit poble indígena de pastors seminòmades, format per uns 14.000 individus, que viuen al sud-oest d'Etiòpia i al sud-est de Sudan del Sud a una part especialment inhòspita del Triangle d'Ilemi.
Els seus veïns, gairebé tots hostils, com per exemple els suri i els turkana a la Vall del Omo, els anomen despectivament «bume», que es tradueix com “els que fan mala olor”.
L'economia dels nyangatom es basa en la ramaderia i la agricultura, ja que son principalment pastors de vaques, ovelles i cabres però també cultiven sorgo, mill i blat de moro al llarg de les vores dels rius. A la seva alimentació també tenen lloc la mel silvestre i la carn de cocodril, que cacen amb uns arpons a bord d'unes rudimentàries piragües excavades al tronc d'un arbre.
La seva llengua és una de les llengües nilótiques de l'est, emparentada amb les llengües karimojong, jie i teso d'Uganda, Toposa i Turkana. Aquestes llengües conformen el grup de llengües teso-turkanas.
Els nyangatom, igual que altres pobles indígenes de la zona, estan en perill de ser desplaçats per la construcció de la presa Gibe III. També es veuen amenaçats amb l'expulsió per la creació del Parc Nacional de l'Omo, que els convertiria en habitants il·legals de la seva pròpia terra.